# Пауло Сезар Кажу
Пауло Сезар Лима (порт. Paulo César Lima; 16 июня 1949, Рио-де-Жанейро), более известный как Пауло Сезар Кажу (порт. Paulo César Caju) — бразильский футболист, полузащитник. Чемпион мира 1970 года.

## Карьера
Пауло Сезар Лима родился в фавелах, самых бедных районах юга Рио-де-Жанейро.
В 1967 году, в возрасте 18 лет, он дебютировал в команде «Ботафого» и выиграл с клубом чемпионат штата Рио-да-Жанейро. В финальной игре турнира Пауло Сезар забил 3 гола в ворота «Америка», принеся победу своей команде. В том же году он дебютировал сборной Бразилии, выйдя на поле 19 сентября в матче с Чили. На следующий год Пауло Сезар выиграл свой второй титул чемпиона штата, а также отпраздновал победу в кубке Бразилии. В 1970 году он поехал в составе сборной на чемпионат мира, вначале он планировался главным тренером команды Марио Загало как игрок основы, но затем тренер понял, что игра Пауло Сезара не подходит для схемы команды и отправил его на скамью запасных, в результате он провёл 3 игры. В 1971 году после того, как «Ботафого», за несколько туров до конца первенства лидировал, но проиграл несколько матчей и уступил чемпионство в штате «Флуминенсе», Пауло Сезар был обвинён фанатами команды, что уже заранее праздновал победу и не уважал соперников. После этого Кажу принял решение уйти из клуба.
Покинув «Ботафого», Пауло Сезар перешёл во «Фламенго», в составе которого дебютировал 8 января 1972 года в матче со своим бывший клубом, «Ботафого» (игра завершилась вничью 1:1), а 20 января открыл свой голевой счёт, забив единственный гол в матче с «Васко да Гамой». Во «Фламенго» Пауло Сезар и получил своё прозвище «Кажу», за то что купил машину цвета этого плода. В 1974 году Паулу Сезар участвовал в чемпионате мира, где провёл все 6 матчей, а бразильцы заняли 4-е место. По окончании чемпионата, Паулу Сезар уехал во Францию, где играл за клуб «Олимпик Марсель», предложивший выгодные финансовые условия.
По возвращении в Бразилию, Кажу перешёл во «Флуминенсе». Там он стал частью «Триколор-машины», команды, дважды подряд выигравшей чемпионат штата и выходившей в полуфинал чемпионата Бразилии. В 1977 году Пауло Сезар вернулся на два сезона в «Ботафого». Затем играл за «Гремио», выиграв с командой Чемпион Риу-Гранди-ду-Сул. Позже недолго выступал за «Васко да Гаму» и «Коринтианс». В «Коринтиансе» стал известен тем, что просил фанатов собрать ему денег для получения кредита. После «Коринтианса» Пауло Сезар с мая по август 1981 года играл за американский клуб «Калифорния Сёрф Анахайм», а после провёл сезон во французской команде «Экс». Завершил карьеру Пауло Сезар в «Гремио», одержав с клубом победу в межконтинентальном кубке.
В 1997 году, в преддверии чемпионата мира, вышел документальный фильм, рассказывающий о жизни Кажу в течение 10 дней. Он был показан в формате реалити-шоу, дополненом интервью с игроком и редкими кадрами из архивов. С 1984 по 2002 год Пауло Сезар страдал пристрастием к алкоголю и наркотикам, к которым пристрастился во время игры за «Экс». Тогда же он продал золотую медаль, полученную за победу на чемпионате мира ради покупки кокаина. Но работа посла ЮНИСЕФ помогла Кажу излечиться от недуга.
В 2008 году Пауло Сезар получил памятную футболку «Ботафого» с № 11 на спине. С мая 2008 года Пауло Сезар пишет в Jornal da Tarde.

## Достижения

### Командные
- Чемпион штата Рио-да-Жанейро: 1967, 1968, 1972, 1975, 1976
- Обладатель кубка Гуанабара: 1967, 1968
- Обладатель кубка Бразилии: 1968
- Чемпион мира: 1970
- Обладатель кубка Рока: 1971
- Чемпион штата Риу-Гранди-ду-Сул: 1979
- Обладатель межконтинентального кубка: 1983

### Личные
- Обладатель Серебряного мяча чемпионата Бразилии: 1970, 1972, 1976, 1977
- Лучший бомбардир чемпионата штата Рио-да-Жанейро: 1971